# Formazioni dei Vendicatori
I Vendicatori (o Avengers) sono un gruppo di supereroi dell'Universo Marvel protagonisti di una omonima serie a fumetti pubblicata dalla Marvel Comics che nel corso del tempo ha subito numerosi cambi di formazione con la partecipazione di svariati personaggi.

## Formazioni

### Anni sessanta
La prima formazione dei Vendicatori risale al 1963 ed era composta da:
- Ant-Man (leader)
- Wasp (fondatrice)
- Thor
- Iron Man
- Hulk

Hulk viene presto sostituito da Capitan America e dopo 16 numeri anche i restanti membri si ritirano lasciando a Capitan America il compito di reclutare nuovi eroi e inaugurando così la tradizione del gruppo aperto e modificabile che si manterrà una costante della serie. Quasi ogni eroe del Marvel Universe ha fatto parte del gruppo per almeno una volta in funzione anche della popolarità goduta dal singolo personaggio, dalle esigenze di trama ma anche dalle richieste dei fan.
Secondo gruppo
- Rick Jones (membro onorario)
- Capitan America (entrato dal numero 4 di Avengers, successivamente alla fondazione, ma considerato fondatore nello statuto del gruppo)
- Golia
- Wonder Man (entrato con l'intento di distruggere i Vendicatori dall'interno per conto del Barone Zemo)
- Occhio di Falco
- Quicksilver
- Scarlet (deceduta)
- Ercole
- Pantera Nera
- Visione (deceduto)
- Cavaliere Nero V (Dane Whitman)

### Anni settanta
Primo gruppo
- Vedova Nera
- Spadaccino (Jacques Duquesne, deceduto)
- Mantis
- Bestia
- Dragoluna
- Hellcat

I Guardiani della Galassia
Un gruppo di supereroi arrivato dal trentunesimo secolo, i Guardiani della Galassia sono tornati nel XX secolo e si aggiungono ai Vendicatori come membri onorari.
- Charlie-27
- Martinex
- Nikki
- Aleta (Falco Stellare)
- Vance Astro (Una versione più giovane e alternativa di Justice).
- Yondu

Secondo gruppo
- Trottola (Robert Frank) (membro onorario, deceduto)
- Two-Gun Kid
- Wonder Man
- Ms. Marvel (anche conosciuta come Binary e Warbird)
- Falcon

### Anni ottanta
Primo gruppo
- Jocasta (membro onorario, in seguito ha lasciato il gruppo)
- Tigra
- She-Hulk
- Capitan Marvel (membro onorario, deceduto)
- Photon
- Starfox

Secondo gruppo
- Namor
- Dottor Druido (deceduto)
- Marrina (membro onorario, forse morta, probabilmente in coma)
- Ravonna Lexus Renslayer (non un vero membro)
- Quasar

Vendicatori della Costa ovest (1984-1994)
Per essere più efficienti sul territorio nazionale, per alcuni anni i Vendicatori si divisero in due team, uno sulla costa Est (con base New York City, con a capo prima Wasp e, successivamente, Capitan America) e uno sulla costa Ovest (con base a Los Angeles, guidata da Occhio di Falco).
- Occhio di Falco (leader)
- Mimo (Mockingbird)
- War Machine
- Moira Brandon (deceduta)
- Firebird (membro di riserva)
- La Cosa (membro di riserva)
- Moon Knight
- Henry Pym
- U.S. Agent
- Torcia Umana Originale
- Fulmine vivente (membro di riserva)
- Donna Ragno II
- Machine Man
- Darkhawk

Dopo la saga Inferno (1989)
- Demolition Man
- Gilgamesh (deceduto)
- Donna invisibile
- Mister Fantastic
- Quasar
- Sersi
- Stingray

I Vendicatori dei Grandi Laghi
Un gruppo di eroi di seconda scelta che si è formato autonomamente in una branca dei Vendicatori, nel numero 46 (luglio 1989) della seconda serie di West Coast Avengers. Successivamente si chiamarono anche  Lightning Rods, recuperando poi il nome originalmente scelto, ora sono i GLX Great Lake X-Men visto che alla fine della loro ultima apparizione in West Coast Avengers si scopre che sono dei mutanti. Alcuni di questi personaggi hanno ricevuto un nome italiano nell'albo Marvel Extra numero uno con la prima apparizione italiana di questi giustizieri.
- Big Bertha
- Dinah Vola (Dinah Soar, deceduta)
- Uomo Porta (Doorman)
- Sfogliaman (Flatman)
- Deadpool (Riserva)
- Mister Immortal
- Leather Boy
- Squirrel Girl
- Monkey Joe  (scoiattolo, deceduto)
- tre dei quattro diversi Grasshopper (i primi due deceduti, il quarto un infiltrato Skrull)
- Tippy Toe (scoiattolo)

### Anni novanta
primo gruppo
- Sersi
- She-Hulk
- Uomo Ragno (riserva)
- Stingray
- Rage (eliminato dal gruppo perché minorenne)
- Uomo Sabbia (prima riserva poi ne è uscito)
- Crystal
- Cavaliere Nero
- Thunderstrike (deceduto)
- AntiVision (infiltrato nel gruppo, non viene considerato membro di esso)
- Magdalene (membro onorario)
- Deathcry (membro onorario)
- Masque (Clone di Madame Masque, membro onorario deceduta)

### Anni 2000
Dopo la saga "Una volta vendicatore..."
- Justice
- Firestar
- Triathlon
- Silverclaw
- Fante di cuori  (deceduto)
- Ant-Man II
- Capitan Bretagna III (alias Lionheart)

Dopo la saga "Vendicatori Divisi"
- Capitan America
- Iron Man
- Uomo Ragno
- Luke Cage
- Donna Ragno (Jessica Drew)
- Wolverine
- Sentry
- Ronin

Dopo la saga "Civil War: L'Iniziativa"
Nuovi Vendicatori
- Luke Cage (leader)
- Wolverine
- Jessica Drew (in realtà Veranke, regina skrull)
- Pugno d'acciaio
- Dottor Strange
- Echo
- Ronin II
- Uomo Ragno

Potenti Vendicatori
- Ms. Marvel (leader)
- Iron Man
- Wonder Man
- Sentry
- Ares
- Wasp
- Vedova Nera
- Wasp II

Durante la saga "Dark Reign"
Nuovi Vendicatori
- Ronin II (leader)
- Luke Cage
- Wolverine
- Jessica Drew
- Uomo Ragno
- Ms. Marvel (vice-leader)
- Capitan America (Bucky)
- Mimo (Mockingbird)
- Jessica Jones
- Echo

Oscuri Vendicatori
- Iron Patriot (leader)
- Ms. Marvel (Moonstone) (vice-leader)
- Occhio di Falco (Bullseye)
- Wolverine (Daken Akihiro)
- Uomo Ragno (Venom/Mac Gargan)
- Capitan Marvel (Noh-Varr), in seguito uscito dal gruppo
- Sentry
- Ares

Potenti Vendicatori
- Wasp II (leader)
- Visione
- Stature
- Ercole
- U.S.Agent, in seguito uscito dal gruppo
- Quicksilver
- Amadeus Cho
- Jocasta
- Scarlet, in realtà Loki, in seguito scoperta e uscita dal gruppo
- Edwin Jarvis (membro onorario)

Dopo la saga "Avengers vs X-Men"
Vendicatori
- Iron Man
- Capitan America
- Spider-Woman
- Vedova Nera
- Capitan Marvel
- Sunspot
- Cannonball
- Shang-Chi
- Hulk

Incredibili Vendicatori
- Havok (leader)
- Capitan America (co-leader)
- Wasp (membro aggiuntivo)
- Thor
- Wonder Man (membro aggiuntivo)
- Scarlet Witch
- Rogue
- Sole Ardente (membro aggiuntivo)

Nuovi Vendicatori
- Iron Man
- Namor
- Dottor Strange
- Bestia
- Capitan America
- Capitan Bretagna

Dopo la saga "Age of Ultron"
Vendicatori A.I.
- Hank Pym (leader)
- Monica Chang
- Visione
- Doombot
- Alexis
- Jocasta (membro aggiuntivo)

Durante e dopo la saga "Avengers & X-Men - AXIS"
Vendicatori (Durante AXIS)
- Dottor Destino (fondatore)
- Valeria Richards (fondatrice)
- Stingray
- Elsa Bloodstone
- Uomo 3-D
- Valchiria
- U.S. Agent

Incredibili Vendicatori (Dopo AXIS)
- Capitan America (Sam Wilson) (leader)
- Scarlet Witch
- Quicksilver
- Rogue
- Sabretooth

Dopo la saga "Secret Wars"
Vendicatori
- Iron Man
- Capitan America (Sam Wilson)
- Ms. Marvel
- Ultimate Spider-Man
- Nova
- Thor
- Visione

Incredibili Vendicatori
- Capitan America
- Uomo Ragno
- Fratello Voodoo
- Quicksilver
- Torcia Umana
- Rogue
- Deadpool
- Cable

Nuovi Vendicatori
- Occhio di Falco
- Hulkling
- Sunspot
- Squirrel Girl
- Songbird
- Wiccan

A-Force
- She-Hulk
- Captain Marvel
- Dazzler
- Crystal
- Pixie
- Meggan Puceanu
- Spider-Woman
- Spider-Gwen
- Sister Grimm
- Spectrum
- Tempesta
- Emma Frost
- Occhio di Falco II
- Scarlet Witch
- Spider-Girl
- Squirrel Girl

Dopo la saga "Civil War II"
U.S.Avengers
- Sunspot
- Squirrel Girl
- P.O.D.
- Red Hulk
- Capitan America (Danielle Cage)
- Iron Patriot
- Cannonball

Vendicatori dei Grandi Laghi
- Mr. Immortal
- Doorman
- Big Bertha
- Squirrel Girl
- Flat Man

Occupy Avengers
- Occhio di Falco
- Red Wolf
- Nighthawk